# Origines du christianisme

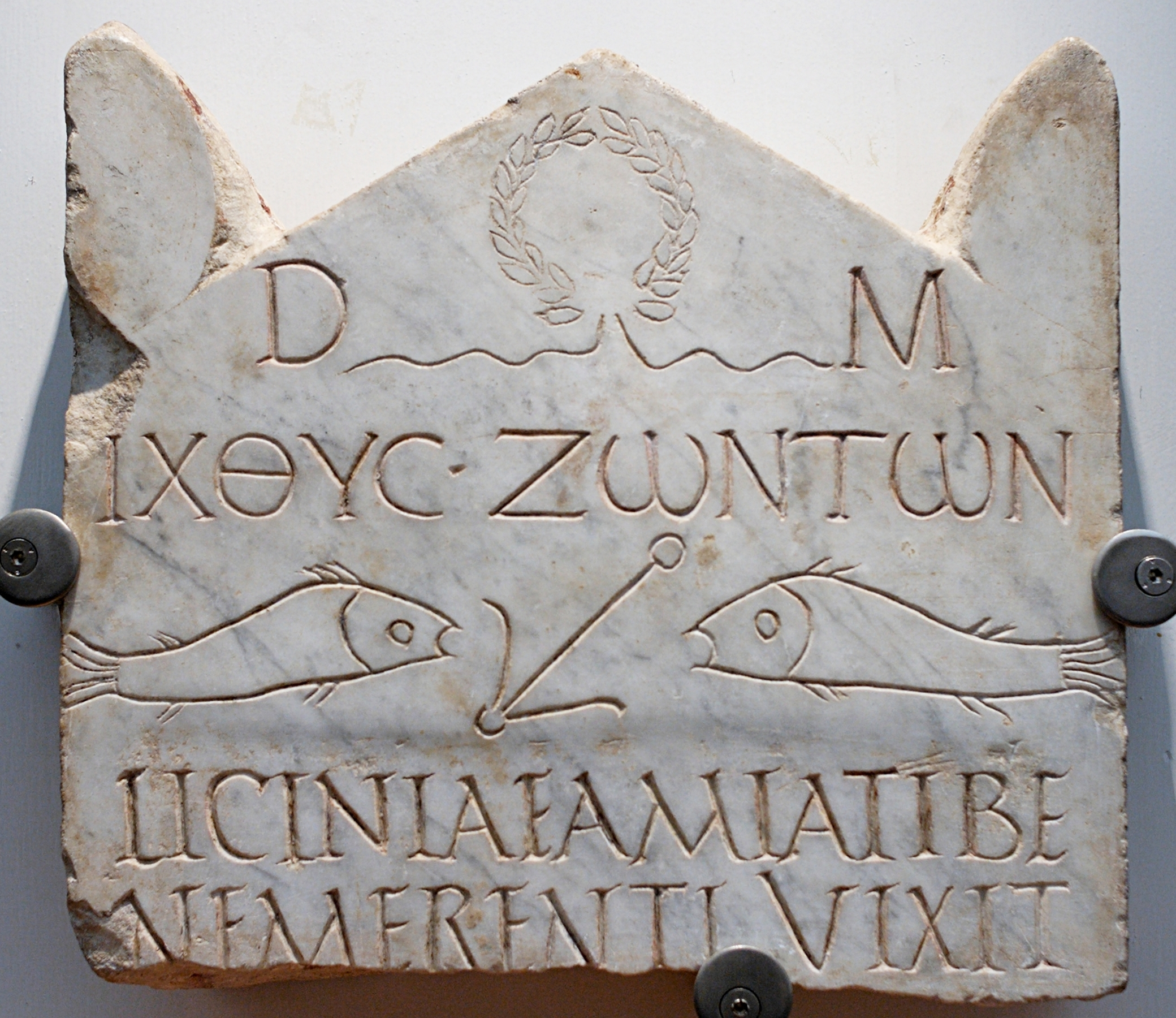
Stèle funéraire de Licinia Amias, IIIe siècle, Musée national romain. Elle porte l'inscription en grec ΙΧΘΥϹ ΖΩΝΤΩΝ, ikhthus zôntôn (« poisson des vivants »), qui reprend le symbole ichtus du christianisme primitif.

Les origines du christianisme recouvrent l'ensemble des faits historiques qui ont donné naissance au christianisme ancien. Les auteurs font commencer le christianisme en tant que doctrine avec l'annonce de la Résurrection de Jésus parmi ses disciples (en 30 ou 31), avec l'apparition du mot khristianoï à Antioche (vers 44) ou avec les épîtres pauliniennes jugées authentiques (vers 50).

#### Ouvrages de référence
- Marie-Françoise Baslez, Bible et Histoire : Judaïsme, hellénisme, christianisme, 1998, coll. « Folio histoire »,  (ISBN 2-07-042418-9)
- Marie-Françoise Baslez (dir.), Les Premiers Temps de l'Église : De saint Paul à saint Augustin, 2004, coll. « Folio histoire »,  (ISBN 2-07-030204-0)
- François Blanchetière, Enquête sur les racines juives du mouvement chrétien, Cerf, 2001,  (ISBN 978-2-204-06215-2)
- Jonathan Bourgel, D'une identité à l'autre ? : la communauté judéo-chrétienne de Jérusalem : 66 - 135, préface de Dan Jaffé, Judaïsme ancien et Christianisme primitif, Paris, Cerf, 2015
- Raymond E. Brown, Que sait-on du Nouveau Testament ?, Bayard, 2011,  (ISBN 978-2-227-48252-4)
- Alexandre Faivre, Chrétiens et Églises : des identités en construction. Acteurs, structures, frontières du champ religieux chrétien, Cerf, 2011
- Pierre Geoltrain (dir.), Aux origines du christianisme, 2000, coll. « Folio histoire »,  (ISBN 978-2-07-041114-6)
- Daniel Marguerat (dir.), L'Aube du christianisme, Labor et Fides/Bayard, 2008,  (ISBN 978-2-8309-1262-3)
- Daniel Marguerat (dir.), Introduction au Nouveau Testament : Son histoire, son écriture, sa théologie, Labor et Fides, 2008,  (ISBN 978-2-8309-1289-0)
- Daniel Marguerat et Éric Junod, Qui a fondé le christianisme ?, Labor et Fides, Genève, 2011
- Simon Claude Mimouni et Pierre Maraval, Le Christianisme des origines à Constantin, PUF/Nouvelle Clio, 2007,  (ISBN 978-2-13-052877-7)
- Étienne Nodet et Justin Taylor, Essai sur les origines du christianisme, Cerf, 2002,  (ISBN 978-2-204-06968-7)
- Maurice Sachot, L'Invention du Christ : Genèse d'une religion, Odile Jacob, 1998, 2011,  (ISBN 978-2-7381-2694-8)
- Étienne Trocmé, L'Enfance du christianisme, Hachette Littératures, 2009,  (ISBN 978-2-01-270541-8)

#### Historiographie ancienne
- Ernest Renan, Histoire des origines du christianisme, vol. 1 : Vie de Jésus - Les Apôtres - Saint Paul, Robert Laffont/Bouquins,  (ISBN 2-221-05805-4)
- Ernest Renan, Histoire des origines du christianisme, vol. 2 : L'Antéchrist - Les Évangiles - L'Église chrétienne - Marc Aurèle, Robert Laffont/Bouquins,  (ISBN 978-2-221-13452-8)